# Метаяс
Метаяс, Царь скорпионов (англ. Mathayus) — вымышленный персонаж-аккадец фантастических фильмов «Мумия возвращается», «Царь скорпионов», «Царь скорпионов 2: Восхождение воина», «Царь скорпионов 3: Книга мёртвых», «Царь скорпионов 4: Утерянный трон» и «Царь скорпионов 5: Книга душ».

## Появления
Первое появление персонажа происходит в фильме «Мумия возвращается», рассказывающем о древнем завоевателе из Египта по имени Царь скорпионов, который ради победы в войне продал душу богу смерти Анубису, за что был проклят и заточён в тайном городе, где должен был ждать часа пробуждения. Роль Метаяса сыграл Дуэйн Джонсон.
После фильма «Мумия возвращается» вышел его приквел «Царь скорпионов», являющийся отдельным спин-оффом серии фильмов про мумию. В фильме рассказывалось о приходе к власти в Древнем Египте аккадского наёмника Метаяса, которого позже назовут Царём скорпионов. Примечательно то, что имя Метаяс не упоминается в первом фильме с участием персонажа («Мумия возвращается»), а также то, что он отвоёвывает Гоморру у узурпатора Мемнона, хотя Гоморра, город, известный из Библии, не был расположен в Египте (по последним исследованиям, Гоморра находилась на территории Иордании. Роль Метаяса, как и в предыдущем фильме, исполнил Дуэйн Джонсон.
Вторая часть про Метаяса «Царь скорпионов 2: Восхождение воина» является приквелом первой части и повествует о юных годах жизни будущего царя. Он родился в семье аккадского военачальника Ашшера; последний погибает от рук Саргона, ещё одного военачальника, который вскоре свергает аккадского царя и вступает на трон сам. Он отправляет сына Ашшера в войско Чёрных скорпионов, элитного войскового подразделения Аккада, надеясь, что изнурительные тренировки или же испытание боем избавят его от потенциального врага в лице Метаяса. Однако Метаяс возвращается после обучения с почестями, становясь одним из телохранителей царя Саргона, и втайне замышляет план мести. Роль Метаяса исполнил Майкл Копон.
Третья часть Царя скорпионов «Книга мёртвых» является сиквелом первой части и повествует о жизни Метаяса после свержения его с трона и скитаниях на Востоке. Роль Метаяса исполнил Виктор Вебстер.
В 2013 году было объявлено о создании четвёртой части про Царя скорпионов «Царь скорпионов 4: Утерянный трон», который вышел в прокат в 2015 году. К роли Метаяса вернулся Виктор Вебстер.
В 2018 году вышла пятая часть «Царь скорпионов 5: Книга душ», главную роль исполнил Зак Макгоуэн.

### Другие появления
На основе первой части «Царя скорпионов» писатель Макс Аллан Коллинз написал новеллизацию. Кроме того, были созданы видео-игры The Scorpion King: Rise of the Akkadian и The Scorpion King: Sword of Osiris. The Scorpion King: Rise of the Akkadian был создан для платформ Nintendo GameCube и PlayStation 2 и основан на сюжете первой части. Сиквел (The Scorpion King: Sword of Osiris) вышел на Game Boy Advance и рассказывает о похищении Кассандры колдунами Менту и Изис.

### Связанные персонажи
- Кассандра — любовь Метаяса, первоначально служила прорицательницей у Мемнона. Персонаж основан на персонаже Илиады Кассандре, которая была прорицательницей. Фигурирует в первой части фильма и упоминается в третьей. Роль исполнила Келли Ху.
- Мемнон — завоеватель, пришедший на земли Египта. Был непобедимым из-за своей прорицательницы, вовремя сообщавшей ему будущие события. Как и Кассандра, персонаж основан на Мемноне из Илиады, который был царём Эфиопии.
- Саргон — злодей из второй части. Персонаж основан на царе Саргоне. Саргона сыграл Рэнди Кутюр.
- Лейла — первая любовь Метаяса.
- Астарта — богиня смерти, злодейка из второй части, питала страсть к Метаясу. Роль исполнила Натали Беккер.
- Олаф — компаньон Метаяса, тевтон, когда-то сражался в битве при Вавилоне.

## Прообраз
Персонаж основан на личности реально существовавшего фараона Додинастического Египта по имени Скорпион II, который, по некоторым версиям историков, имел месопотамское происхождение. Кроме того, в месопотамской мифологии существовали демоны-скорпионы, охраняющие врата Иркаллы.

Возможно также прообразом является великий воин Менес. Он под покровительством Селкет  выиграл множество войн и стал её верным жрецом. Фараон любил, уважал богиню и потому носил герб с изображением скорпиона и называл себя Царём скорпионом. После смерти воина Селкет взяла его к себе во служение на небо.

## Исторические несоответствия
- Метаяс не мог быть последним аккадцем, как это показано в первом фильме. Во II тыс. до н. э. аккадцы были завоёваны Вавилоном и вскоре ассимилировались.
- В третьей части компаньоном Метаяса является тевтон Олаф. Тевтоны появились во второй половине первого тысячелетия до н. э.
- Во второй части Метаяс попадает в лабиринт Минотавра и убивает его, что является анахронизмом. События легенды о Минотавре происходят в 2500 году до н. э., однако Метаяс отправляется покорять Египет со своей армией в 3067 году до н. э., то есть за 567 лет до событий мифа о Минотавре.
- Не мог во второй части аккадский царь Саргон быть генералом у Хаммурапи (который и сам был не аккадцем, а вавилонцем).

## Отзывы и критика
- 29-летний рестлер Дуэйн Джонсон заработал за роль Метаяса $5,5 млн долларов и вошел в Книгу рекордов Гиннесса как актёр, получивший самый большой гонорар за свою первую главную роль в кино[12][13].
- Персонаж получил неодобрительные критику в СМИ[14][15]. Издание The film yap в своей статье заявило, что фильм должен был называться не Царь скорпионов, а Дебил-варвар[16]. В Cinema crazed о Метаясе в исполнении Дуэйна Джонсона сказали, что «…трудно поверить, что Метаяс мог стать злодеем-монстром из „Мумия возвращается“»[17]. После выхода фильма Дуэйна Джонсона стали называть новым Шварценеггером[18][19], а Метаяса стали сравнивать с Конаном[20]. Издание «Нью-Йорк Таймс» назвало Метаяса «лоботомизированным Билли Кристалом на стероидах»[21].

## Интересные факты
Воцарение Метаяса и рождение Эн Сабах Нура приходится на одно и то же время — 3400 год до н. э.